# Abdelrahman Mahmoud
Abdelrahman Mahmoud, född 1 januari 2001, är en friidrottare från Bahrain. Han deltog vid olympiska sommarspelen 2020.